# Nicómaco (pintor)
Nicómaco fue un pintor griego de la escuela tebaica, que vivió en la primera mitad del siglo IV a. C.

## Vida
Hijo y discípulo de Aristodemo, Plinio le menciona entre los grandes pintores que sólo emplearon cuatro colores: blanco, negro, encarnado y amarillo.
Tanto Cicerón, como Plutarco y Vitruvio, le colocan a la altura de los primeros artistas de la antigüedad y Plinio el Viejo, sin discrepar de esta opinión, cree que si su actividad hubiera sido igual a su genio, Nicómaco ocuparía aún un lugar más alto, pues parece que acostumbraba a dejar para última hora los encargos que le hacían. 

## Obras
El ya citado Plinio cita entre sus obras un Rapto de Proserpina y una Victoria atravesando los aires sobre una cuadriga, que en su tiempo se conservaban en el Capitolio de Roma, debiéndosele además una Cibeles sentada sobre un león, las Bacantes sorprendidas por los sátiros, un Ulises, Seyla, un grupo de Apolo y de Artemisa, etc., dejando inacabado Las Tindáridas, que es uno de sus mejores cuadros. Nicómaco fue el maestro de su hijo Aristocles, de su hermano Arístides, de Filoxeno de Cretia y de Nicófanes.

## Otros Nicómacos
Hay otro Nicómaco, grabador de piedras preciosas, del que en el Museo de Nápoles se conserva un magnífico camafeo representando Un fauno sentado sobre una piel de tigre.